# Hertachtigen
Hertachtigen (Cervidae) zijn een familie van herkauwende, evenhoevige zoogdieren die zich kenmerken door het gewei van het mannetjeshert. Een mannelijk hert heet hert of bok en een vrouwelijk hert heet hinde. Bij reeën spreekt men echter gewoonlijk van bok en geit, bij elanden van stier en koe. Er zijn zo'n 56 soorten in 21 geslachten en twee onderfamilies.
De twee onderfamilies binnen de hertachtigen zijn Cervinae (echte herten), waartoe het edelhert en het damhert behoren, en Capreolinae (schijnherten), waartoe het rendier, reeën, het muildierhert en de eland behoren. Bij alle soorten, behalve het Chinese waterhert, vormen de mannetjes elk jaar een nieuw gewei dat in de winter wordt afgeworpen.
Herten spelen een belangrijke rol in mythologie, religie en literatuur. Culturele uitingen waarin herten een onderwerp zijn gaan terug tot de eerste grotschilderingen. Ook in de heraldiek is het hert een belangrijk thema. De jacht op herten is al sinds mensenheugenis verbonden met de mens. Hun economisch belang komt voort uit het gebruik van hun vlees, gewei en huiden.

## Kenmerken
De mannetjes, en bij het rendier ook de vrouwtjes, dragen een gewei dat ze jaarlijks afwerpen, waarschijnlijk om energie te besparen in voedselarme jaargetijden. Een nieuw gewei wordt meestal groter en complexer dan het vorige. De grootte en de complexiteit van geweien tonen de gezondheid en leeftijd van de mannetjes en zorgen zo voor dominantie. Bij de Chinese waterree, een primitieve soort, ontbreekt het gewei volledig.
Herten verschillen in grootte en gewicht, van de Chileense poedoe, die slechts 38 centimeter hoog en 8 kilogram zwaar kan worden, tot de eland, die 2,3 meter hoog en 800 kilogram zwaar kan worden.
Alle herten hebben een kortharige vacht, lenige lichamen met slanke poten en nekken, een kort staartje, grote, hooggeplaatste oren en grote, aan de zijkant geplaatste ogen. Bij veel hertachtigen hebben de jongen een gevlekte vacht, ter camouflage op de bosbodem dienend.

## Verspreiding en leefgebied
Herten komen voornamelijk voor in bossen en wouden. Sommige soorten leven op open grasvlakten, in moerassen en op toendra's. Herten komen voor in Europa, Azië en Noord- en Zuid-Amerika.
De vertegenwoordigers in Europa zijn: eland, damhert, ree, rendier en edelhert. In de Benelux komen het edelhert, het damhert en de ree voor. Het edelhert komt ook voor in Noordwest-Afrika, specifiek in Algerije en Tunesië. Het gaat hier om de ondersoort Cervus elaphus barbarus. Het axishert leeft op Sri Lanka en India. De Chinese waterree (Hydropotes inermis), voorkomend langs rivieroevers in China, lijkt op een ree, maar dan zonder gewei en met uitstekende bovenhoektanden. Het moerashert (Blastocerus dicholomus) leeft in Brazilië, het Virginiahert ten oosten van de Rocky Mountains. De kleine Chileense poedoe (Pudu pudu) leeft in de regenbossen.

## Hert als attribuut
- Een hert met kruis tussen het gewei, jachthoorn en sleutels is het attribuut van Sint Hubertus.
- Een hert met een kruis tussen het gewei is het attribuut van Sint Eustachius.

## Relatie met de mens
Het gewei van hertachtigen wordt veel gebruikt voor voorwerpen waarop druk wordt uitgeoefend, zoals kammen en handgrepen, omdat een dun stuk rendiergewei heel buigzaam is: de elasticiteit van gewei is tweeënhalf keer zo groot als been. Verpoederd gewei is verkocht als geneesmiddel doordat het werd gezien als een energiebron. Een verwijzing hiernaar is een hertenkop als uithangbord bij een apotheek.

## Taxonomie
De familie is als volgt ingedeeld:
- Onderfamilie: Capreolinae (schijnherten, reeën)
- Onderfamilie: Cervinae (echte herten en muntjakherten)